# 阿尔科斯德拉波尔沃罗萨
阿尔科斯德拉波尔沃罗萨，是西班牙卡斯蒂利亚-莱昂萨莫拉省的一个市镇。 总面积12平方公里，总人口242人（2015年），人口密度20人/平方公里。